# Menhir de Kerauffret
Le menhir de Kerauffret est situé à Plouguernével dans le département français des Côtes-d'Armor.

## Description
Le menhir, en granit local, a été dressé à mi-coteau sur le versant sud-est, dominant une vallée encaissée. Il mesure 3,50 m de hauteur pour 1,90 m de largeur et 1,30 m d'épaisseur.